# Homo consumericus
Homo consumericus (лажни латински за човек који конзумира) је неологизам који се користи у друштвеним наукама, најпознатији примери су Гад Сад у његовој књизи The Evolutionary Bases of Consumption и Жил Липовецки у књизи Парадоксална срећа: Оглед о хиперпотрошачком друштву. По њима али и по другим ауторима феномен масовног конзумирања се може поредити и наћи у људској физиологији како је схвата еволуционарна теорија, показујући сличности између дарвинизма и порошачког понашања. Липовецки примећује да је ново доба са собом довело новог тип тбз. трећи тип Homo consumericus, који је непредвидив и незаситњив.
Сличан израз Homo Consumens је користио Ерих Фром у својој књизи Социјалистички хуманизам, написаној 1965. године.